# Sylvia Kögler
Sylvia Kögler (* 26. Dezember 1971 in Neunkirchen) ist eine österreichische Politikerin (SPÖ). Kögler war von 2006 bis 2010 Abgeordnete zum Landtag von Niederösterreich.

## Leben
Kögler besuchte die Bundeshandelsakademie Neunkirchen und studierte nach der Matura Betriebswirtschaft an der Wirtschaftsuniversität Wien. Sie schloss ihr Studium 1996 mit dem akademischen Grad Mag. ab und begann ihre berufliche Laufbahn 1996 als Assistentin der Leitung des Rennerinstituts, dessen Leitung sie 2003 übernahm.
Kögler wohnt in Ober-Danegg, sie ist verheiratet und Mutter eines Sohnes.

## Politik
Im politischen Bereich engagierte sich Kögler zunächst in der Sozialistischen Jugend, bevor sie 1995 als Gemeinderätin in Grafenbach-St. Valentin ihr erstes politisches Mandat antrat. 2002 stieg Kögler zur geschäftsführenden Gemeinderätin auf, 2002 wurde sie Vizebürgermeisterin. Seit dem Jahr 2010 hat Kögler das Amt der Bürgermeisterin inne. Im Juni 2010 wurde sie zudem zur Vorsitzenden der SPÖ-Gemeindevertreter in Niederösterreich gewählt. Kögler vertrat die SPÖ ab dem 26. Jänner 2006 im Landtag, wobei sie für den verstorbenen SPÖ-Mandatar Herbert Kautz in den Landtag nachrückte. Sie wirkte in der Folge als Frauensprecherin des SPÖ-Landtagsklubs.
Am 25. Juni 2021 wurde sie bei der Bezirksparteikonferenz der SPÖ im Bezirk Neunkirchen neben Andrea Kahofer und Gerlinde Metzger zu einer der Stellvertreterinnen von SPÖ-Bezirksparteichef Christian Samwald gewählt.